# Felsőtelekes
Felsőtelekes este un sat în districtul Kazincbarcika, județul Borsod-Abaúj-Zemplén, Ungaria, având o populație de 762 de locuitori (2011). 

## Demografie
Componența etnică a satului Felsőtelekes
     Maghiari (91,38%)
     Romi (8,62%)
Componența confesională a satului Felsőtelekes
     Romano-catolici (51,44%)
     Reformați (10,89%)
     Fără religie (4,59%)
     Greco-catolici (1,97%)
     Necunoscută (31,1%)
     Alte religii (1,71%)
Conform recensământului din 2011, satul Felsőtelekes avea 762 de locuitori. Din punct de vedere etnic, majoritatea locuitorilor (91,38%) erau maghiari, cu o minoritate de romi (8,62%).  Din punct de vedere confesional, majoritatea locuitorilor (51,44%) erau romano-catolici, existând și minorități de reformați (10,89%), persoane fără religie (4,59%) și greco-catolici (1,97%). Pentru 31,1% din locuitori nu este cunoscută apartenența confesională.